# فقر روستایی

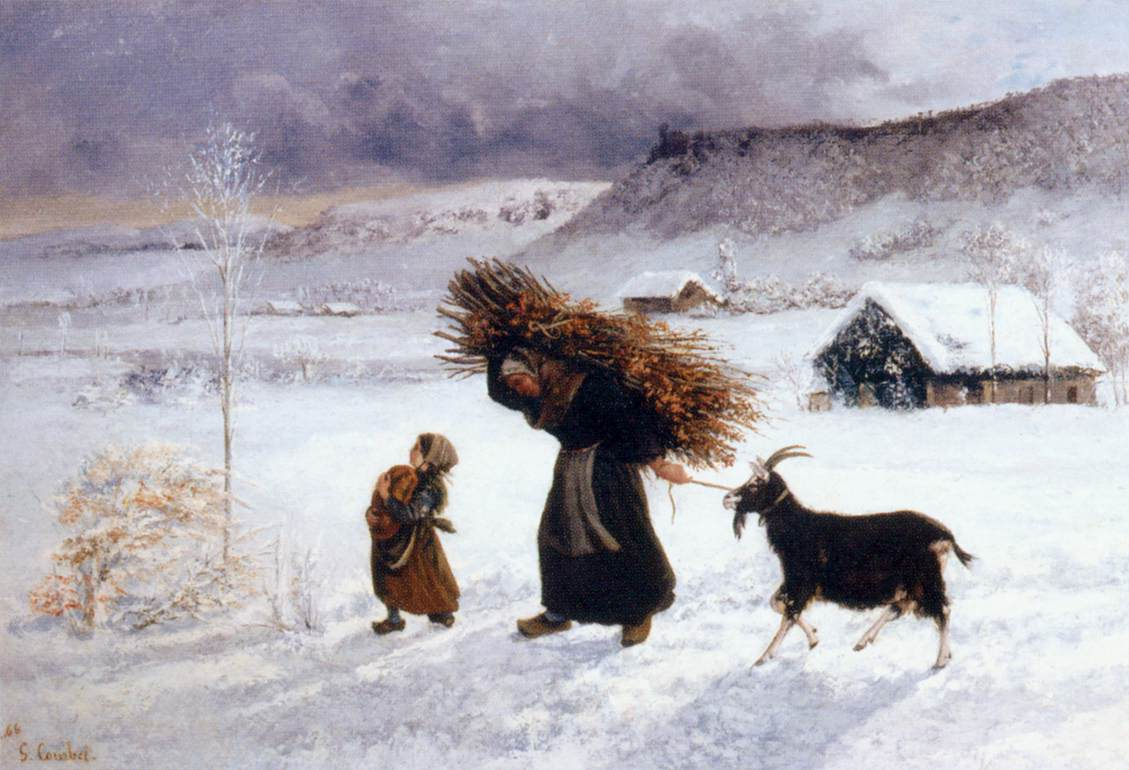
تصویری نشان دهنده فقر

فقر روستایی (به انگلیسی:Rural poverty) یا فقر در مناطق روستایی به فقر در مناطق روستایی، از جمله عوامل جامعه روستایی، اقتصاد روستایی و نظام‌های سیاسی گفته می‌شود که منجر به فقر در مناطق روستایی می‌شود. مناطق روستایی به دلیل جمعیت پراکنده‌شان، معمولاً زیرساخت‌های کمتری دارند و دسترسی به بازارها (که تمایل دارند در مراکز جمعیتی پرتراکم متمرکز شوند) برای ساکنان مناطق روستایی دشوارتر است. جوامع روستایی همچنین از نظر حمایت‌های قانونی و اجتماعی از زنان و گروه‌های اقلیتی با مشکلاتی روبرو هستند. زنان و جوامع حاشیه نشین اغلب اوقات برای دسترسی به زمین، آموزش و سایر سیستم‌های حمایتی که به توسعه اقتصادی کمک می‌کنند، دچار مشکل هستند. چندین خط مشی سیاسی در اقتصادهای در حال توسعه و توسعه یافته آزمایش شده‌است، از جمله برق‌رسانی روستایی و دسترسی به فناوری‌های دیگر مانند اینترنت، برابری جنسیتی، و بهبود دسترسی به اعتبار اقتصادی و درآمد.
در مطالعات دانشگاهی، فقر روستایی اغلب در ارتباط با نابرابری فضایی (به انگلیسی:spatial inequality) مورد بحث قرار می‌گیرد و این زمینه به نابرابری بین مناطق شهری و روستایی اشاره دارد. هم فقر روستایی و هم نابرابری فضایی پدیده‌های جهانی هستند، اما به مانند فقر به‌طور کلی، نرخ فقر روستایی در کشورهای در حال توسعه بیشتر از کشورهای توسعه‌یافته‌ است.
ریشه کن کردن فقر روستایی از طریق سیاست‌های مؤثر و رشد اقتصادی همچنان یک چالش برای جامعه بین‌المللی است. بر اساس گزارش سازمان خواربار و کشاورزی ملل متحد (فائو)، سه چهارم افراد فقیر در مناطق روستایی هستند که بیشتر آنها را خرده مالکان یا کارگران کشاورزی تشکیل می‌دهند. معیشت این افراد به شدت به کشاورزی وابسته است. این سیستم‌های غذایی در برابر آب و هوای شدید و غیرعادی آسیب‌پذیر هستند و انتظار می‌رود با افزایش تغییرات آب و هوایی، سیستم‌های کشاورزی در سراسر جهان بیشتر تحت تأثیر قرار گیرند. بنابراین انتظار می‌رود بحران‌های اقلیمی اثربخشی برنامه‌های کاهش فقر روستایی را کاهش داده و باعث جابجایی جوامع روستایی به مراکز شهری شود. هدف توسعه پایدار ۱: بدون فقر اهداف بین‌المللی را برای رسیدگی به این مسائل تعیین می‌کند و عمیقاً با سرمایه‌گذاری در یک سیستم غذایی پایدار به عنوان بخشی از هدف توسعه پایدار ۲: بدون گرسنگی سازمان ملل متحد مرتبط است.

## برای مطالعهٔ بیشتر
- Arcury, Thomas A.; Preisser, John S.; Gesler, Wilbert M.; Powers, James M. (January 2005). "Access to transportation and health care utilization in a rural region". The Journal of Rural Health. 21 (1): 31–38. doi:10.1111/j.1748-0361.2005.tb00059.x. PMID 15667007.
- Bern-Klug, Mercedes; Barnes, Nancy D. (January 1999). "Income characteristics of rural older women and implications for health status". Journal of Women & Aging. 11 (1): 27–37. doi:10.1300/J074v11n01_03. PMID 10323044.
- Prepared for the Rural Secretariat, Agriculture and Agri-Food Canada, Government of Canada.
- Daneman, N.; Lu, H.; Redelmeier, D. (July 2010). "Discharge after discharge: predicting surgical site infections after patients leave hospital". Journal of Hospital Infection. 75 (3): 188–194. doi:10.1016/j.jhin.2010.01.029. PMID 20435375.
- Yin, Jan; Quan, Hude; Cujec, Bibiana; Johnson, David (August 2003). "Rural and urban outcomes after hospitalization for congestive heart failure in Alberta, Canada". Journal of Cardiac Failure. 9 (4): 278–285. doi:10.1054/jcaf.2003.43. PMID 13680548.
- Menec, Verena H.; Nowicki, Scott; Kalischuk, Alison (2010). "Transfers to acute care hospitals at the end of life: do rural/remote regions differ from urban regions?". Rural and Remote Health. 10 (1): 1281–1295. PMID 20095758.
- Mitton, Craig; O'Neil, David; Simpson, Liz; Hoppins, Yvonne; Harcus, Sue (Fall 2007). "Nurse-physician collaborative partnership: a rural model for the chronically ill" (PDF). Canadian Journal of Rural Medicine. 12 (4): 208–216. PMID 18076814. Archived from the original (PDF) on June 17, 2015. Retrieved June 17, 2015.
- Saposnik, G.; Jeerakathil, T.; Selchen, D.; Baibergenova, A.; Hachinski, V.; Kapral, M. (Fall 2007). "Socioeconomic status, hospital volume, and stroke fatality in Canada". Stroke. 39 (12): 3360–3366. doi:10.1161/STROKEAHA.108.521344. PMID 18772443.